# Creación (novela)
Creación es una novela épica de ficción histórica escrita por Gore Vidal y publicada en 1981. En 2002 se publicó una versión restaurada, con cuatro capítulos que un editor anterior había cortado y agregando un breve prólogo explicando lo que había sucedido y por qué había insertado de nuevo los capítulos cortados.

## Resumen de la trama
La historia narra las aventuras de un personaje, "Cyrus Spitama" ficticio, un diplomático persa del Imperio aqueménida del siglo VI-siglo V a. C. que viaja por el mundo conocido comparando las creencias políticas y religiosas de varios imperios, reinos y repúblicas de la época. A lo largo de su vida, conoce a muchas figuras filosóficas influyentes de su tiempo, incluidos Zoroastro, Sócrates, Anaxágoras, Buda, Mahavira, Lao-Tse y Confucio. Aunque se identifica con vehemencia como persa y habla con desdén de los griegos, él mismo es mitad griego, ya que es hijo de madre griega.
Cyrus, que es el nieto de Zoroastro y que sobrevive a su asesinato, crece en la corte del Imperio aqueménida como un cuasi noble y se convierte en un amigo cercano de su compañero de escuela Jerjes I. Debido al talento de Ciro para los idiomas, el rey aqueménida, Darío I, lo envía como embajador a algunos reinos de la India, los Mahajanapadas  y, de hecho, como espía que recopila información para la invasión y conquista de la llanura del Ganges por parte de Darío. Cyrus se interesa por muchas teorías religiosas que encuentra allí, pero al ser un cortesano mundano no se deja impresionar por Buda y su concepto del Nirvana. Después de llegar al poder, el excompañero de escuela de Cyrus, que ahora es el rey Jerjes I, envía a Cyrus a China, donde pasa varios años como cautivo e "invitado de honor" en varios de los estados en guerra de los Reinos combatientes, y pasa una gran cantidad de tiempo con Confucio, quien a diferencia del Buda, busca "rectificar el mundo en lugar de retirarse de él". Al regresar a casa, Cyrus presencia la derrota de Jerjes y el final de las guerras médicas greco-persas. Ciro luego se retira, pero es llamado por el sucesor de Jerjes, Artajerjes I, para servir como embajador en Atenas y ser testigo del tratado de paz secreto con Pericles.
La historia se relata en primera persona como la cuenta a su sobrino nieto griego Demócrito. Se dice que el recuerdo de Ciro está motivado en parte por su deseo de dejar las cosas claras tras la publicación por Heródoto de un relato sobre las guerras greco-persas, las Historias (Heródoto).

## Temas principales
Vidal evoca un tema que Robert Graves había explorado previamente, el escepticismo de los hechos narrados y las interpretaciones de nuestra comprensión de la historia según lo cuentan los ganadores de sus batallas. La historia presenta un tratamiento bastante divertido y sarcástico de las pretensiones de gloria de la Edad de Oro clásica de Atenas. En las partes del libro que comentan la historia, Vidal hace un uso evidente de las Historias de Heródoto. 
Como se señaló en la propia introducción de Vidal, se puede considerar un "curso intensivo" de religión comparada, ya que durante la historia, el héroe se sienta con cada una de las figuras religiosas / filosóficas (aparte de Sócrates) y discute sus puntos de vista. 

## Reconocimientos
La novela tiene críticas diversas. Se ha reconocido como uno de los mejores textos sobre religión y filosofía comparada. Además, Stan Persky, escribió para Salon.com que el libro Creación de Gore Vidal ha sido un «cuento muy subestimado».